# Нове Кшево (Ломжинський повіт)
Нове Кшево (пол. Nowe Krzewo) — село в Польщі, у гміні Пйонтниця Ломжинського повіту Підляського воєводства.
Населення — 85 осіб (2011).
У 1975-1998 роках село належало до Ломжинського воєводства.

## Демографія
Демографічна структура станом на 31 березня 2011 року:
|          | Загалом | Допрацездатний вік | Працездатний вік | Постпрацездатний вік |
| -------- | ------- | ------------------ | ---------------- | -------------------- |
| Чоловіки | 43      | 13                 | 26               | 4                    |
| Жінки    | 42      | 13                 | 20               | 9                    |
| Разом    | 85      | 26                 | 46               | 13                   |